# Tchitrec de Sao Tomé
  Article à compléter
Espèce
Statut de conservation UICN

 LC  : Préoccupation mineure
Le Tchitrec de Sao Tomé (Terpsiphone atrochalybeia) est une espèce d'oiseaux de la famille des Monarchidae.
Cette espèce est endémique de l'île de Sao Tomé à Sao Tomé-et-Principe dans le golfe de Guinée.